# Gownd
Gownd (persiska: گوند, جوند) är en ort i Iran.   Den ligger i provinsen Khorasan, i den östra delen av landet, 900 km sydost om huvudstaden Teheran. Gownd ligger 1 631 meter över havet och antalet invånare är 261.
Terrängen runt Gownd är kuperad.  Trakten runt Gownd är nära nog obefolkad, med mindre än två invånare per kvadratkilometer. Närmaste större samhälle är Nehbandān, 13,2 km söder om Gownd. Trakten runt Gownd är ofruktbar med lite eller ingen växtlighet.